# جون سميث (عالم نبات)
جُون سميث (1798–1888) (بالإنجليزية: John Smith)‏ هو عالم نبات بريطاني.